# Mittelstraße 18 (Düsseldorf)

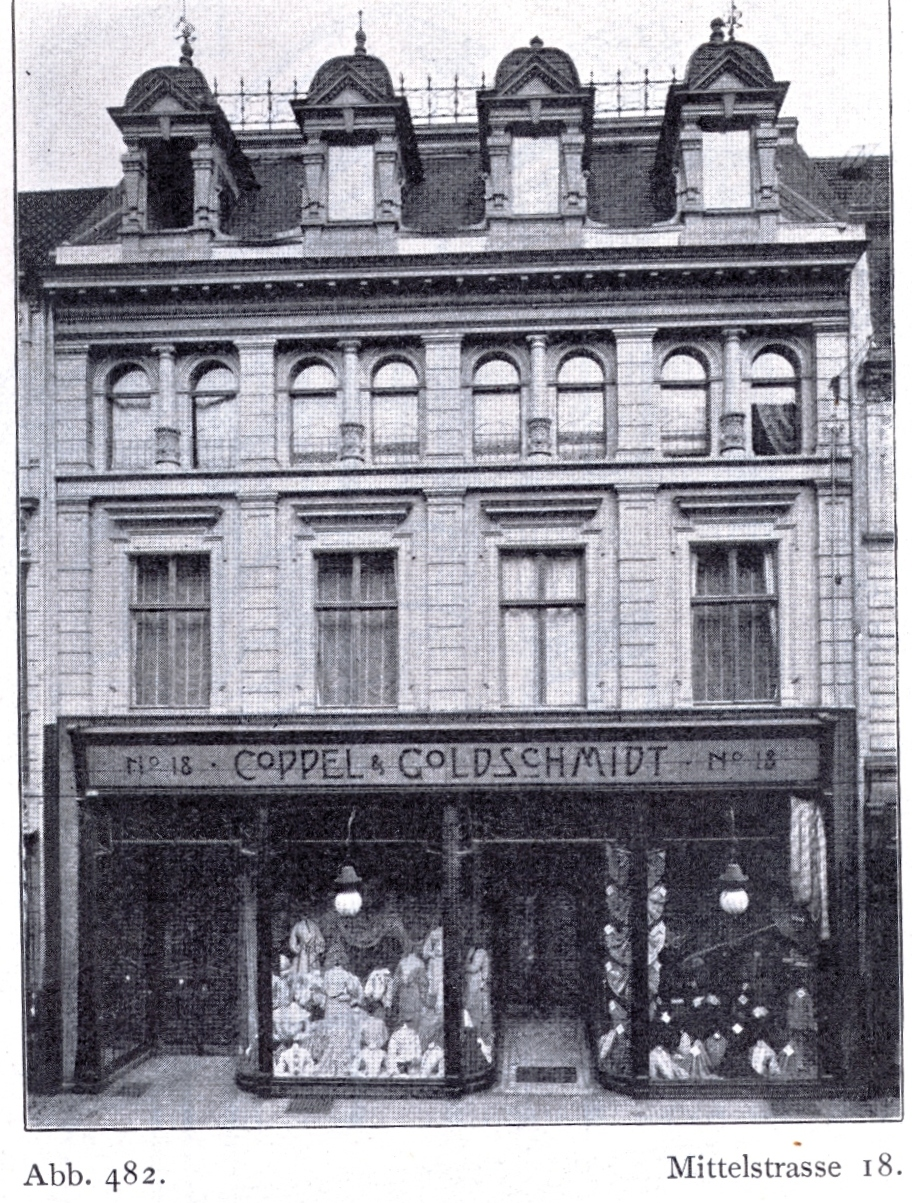
Geschäftshaus Mittelstraße 18 in Düsseldorf, erbaut im Jahre 1883 von den Architekten Bold & Frings für die Firma Coppel & Goldschmidt

Das Geschäftshaus Mittelstraße 18 in Düsseldorf-Altstadt wurde im Jahre 1883 von den Architekten Boldt & Frings für die Firma Coppel & Goldschmidt erbaut. Es gilt als Beispiel für den Übergang vom Wohn- zum Warenhaus und ist daher „als Entwicklungsstufe zum Warenhaus […] anzusehen“.

## Beschreibung
Das dreigeschossige Gebäude hatte eine Haupthalle, die durch mehrere Geschosse reichte und von allen Seiten von Betriebsräumen umgeben war. Durch ein Oberlicht fiel Tageslicht in die Halle. Die Fassade war im Stil des Neorenaissance gehalten. Pilaster, Fenstergewände und Fensterverdachungen, Halbsäulen, Kranzgesims zeigten „im allgemeinen deutsche Renaissanceformen“. Die „neuzeitliche“ Schaufensteranlage im Erdgeschoss wurde 1902 von P.P. Fuchs eingebaut.